# Lorenzo Coullaut Valera
Lorenzo Coullaut Valera (Marchena, província de Sevilla, 12 d'abril de 1876 - Madrid, 21 d'agost de 1932) va ser un escultor espanyol.

## Biografia
Fill d'un enginyer francès i nebot de l'escriptor i diplomàtic Juan Valera, Lorenzo Coullaut passa la seva infància a França i de tornada a Espanya, es forma en els tallers de Susillo i d'Agustí Querol. Va obtenir una menció honorífica en la Exposició de Madrid de 1897, obtenint terceres medalles en les de 1901 i 1904. Posteriorment, en les exposicions de 1906 i de 1908 va aconseguir segones medalles.
Va treballar sobretot en obra monumental pública i va participar en diverses Exposicions Nacionals de Belles Arts i a l'Exposició Internacional de 1929 a Barcelona. Se li van fer encàrrecs per a diferents ciutats espanyoles, entre altres Santander, Vigo, Sevilla, Madrid, Pamplona, La Corunya i Linares.
El 1927 se li va concedir la Gran Creu del Mèrit Militar per la seva estàtua El valor militar.
El seu fill, Federico Coullaut-Valera va ser també un escultor d'anomenada.

## Obres

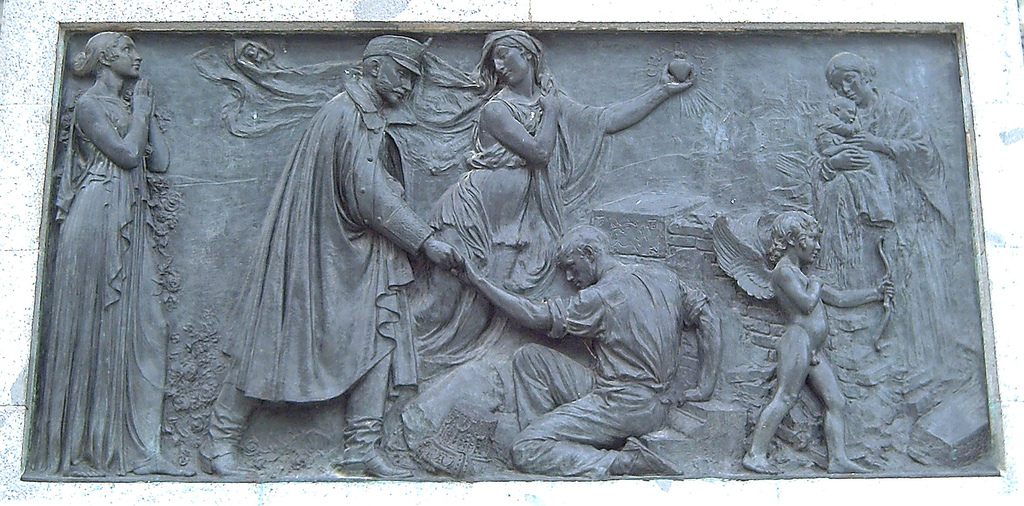
La Caritat Reial al monument a Alfons XII a Madrid de Lorenzo Coullaut

- 1913- Monument als Saineteros. Madrid
- 1914- Monument a Ramón de Campoamor. Madrid
- 1916- Monument a Pardo Bazán. La Corunya
- 1917- Monument a Menéndez Pelayo. Madrid
- 1918- Monument a la Immaculada Concepció en la Plaza del Triunfo a Sevilla
- 1926- Monument al Bisbe Osio. Còrdova
- 1928- Monument a Juan Valera, oncle de l'escultor. Madrid
- 1930- Monument a Cervantes. Madrid
- 1931- Monument a Bruno Mauricio de Zabala. Montevideo
- La Caritat Reial al monument a Alfons XII dels Jardins del Retiro de Madrid